# Polnische Eishockeyliga 1951/52
Die Saison 1951/52 war die 17. Austragung der polnischen Eishockeymeisterschaft. Meister wurde zum insgesamt dritten Mal in der Vereinsgeschichte Legia Warschau.

## Modus
Die vier besten Mannschaften Polens qualifizierten sich für die Finalrunde. Der Erstplatzierte der Finalrunde wurde Meister. Die übrigen vier Mannschaften bestritten eine Platzierungsrunde um Platz 5. Für einen Sieg erhielt jede Mannschaft zwei Punkte, bei einem Unentschieden gab es einen Punkt und bei einer Niederlage null Punkte.

## Finalrunde
|    | Klub             | Sp | Tore | Punkte |
| -- | ---------------- | -- | ---- | ------ |
| 1. | Legia Warszawa   | 3  | 18:3 | 6      |
| 2. | Górnik Janów     | 3  | 7:9  | 4      |
| 3. | KTH Krynica      | 3  | 10:7 | 2      |
| 4. | Gwardia Katowice | 3  | 3:19 | 0      |

Sp = Spiele, S = Siege, U = unentschieden, N = Niederlagen, OTS = Overtime-Siege, OTN = Overtime-Niederlage, SOS = Penalty-Siege, SON = Penalty-Niederlage

## Platzierungsrunde um Platz 5
|    | Klub               | Sp | Tore  | Punkte |
| -- | ------------------ | -- | ----- | ------ |
| 5. | Ogniwo Krakau      | 3  | 18:7  | 6      |
| 6. | Kolejarz Toruń     | 3  | 11:10 | 2      |
| 7. | ŁKS Łódź           | 3  | 10:11 | 2      |
| 8. | KS Budowlani Opole | 3  | 8:19  | 2      |

Sp = Spiele, S = Siege, U = unentschieden, N = Niederlagen, OTS = Overtime-Siege, OTN = Overtime-Niederlage, SOS = Penalty-Siege, SON = Penalty-Niederlage